# Phora theodori
Phora theodori är en tvåvingeart som beskrevs av Dahl 1912. Phora theodori ingår i släktet Phora och familjen puckelflugor. Inga underarter finns listade i Catalogue of Life.